# Albain Meron
Pour les articles homonymes, voir Meron (homonymie).
Pas d'image ? Cliquez ici

a Compétitions nationales et continentales officielles uniquement.

b Matchs officiels uniquement.
Dernière mise à jour le 3 août 2025.
Albain Meron, né le 18 mars 1994, est un joueur français de rugby à XV qui évolue au poste de troisième ligne aile.

## Biographie
Albain Meron évolue en junior avec l'équipe de Touraine Plus,,, en tant que licencié de l'US Tours. Il évolue ensuite au Stade rochelais à partir de 2012, et avec lequel il dispute ses premières rencontres au niveau professionnel pendant la saison 2013-2014.
Il porte le maillot de l'équipe de France dans plusieurs catégories de jeunes : avec les moins de 17 ans en 2011, les moins de 18 en 2012, les moins de 19 en 2013, ainsi qu'avec les universitaires,.
Meron quitte le Stade rochelais à l'issue de la saison 2015-2016, et signe un contrat professionnel avec le SO Chambéry et étudie à l'université Savoie-Mont-Blanc,.
Un an plus tard, il signe un contrat de deux saisons avec l'Union sportive dacquoise à l'intersaison 2017.
Néanmoins, il fait valoir sa clause libératoire après la relégation du club dacquois en Fédérale 1 au terme de la saison. Il s'engage ainsi avec le Stado Tarbes Pyrénées rugby en juin 2018.
À l'intersaison 2022, il s'engage avec le Niort RC, futur pensionnaire de Nationale 2. Il prend sa retraite sportive en 2025 après trois saisons, mais reste dans l'organigramme du club niortais au sein des services extra-sportifs.